# Promachus tasmanensis
Promachus tasmanensis är en tvåvingeart som först beskrevs av Macquart 1847.  Promachus tasmanensis ingår i släktet Promachus och familjen rovflugor. Inga underarter finns listade i Catalogue of Life.